# Bertignolles
Bertignolles est une commune française, située dans le département de l'Aube en région Grand Est.

## Géographie
| Beurey  |                    | Longpré-le-Sec    |
| Chervey | Bertignolles       | Éguilly-sous-Bois |
|         | Viviers-sur-Artaut | Chacenay          |

### Hydrographie
La commune est dans la région hydrographique « la Seine de sa source au confluent de l'Oise (exclu) » au sein du bassin Seine-Normandie. Elle est drainée par l'Arce, l'Arce et le Paquis,.
L'Arce, d'une longueur de 26 km, prend sa source dans la commune de Saint-Usage et se jette  dans la Seine à Bar-sur-Seine, après avoir traversé neuf communes.

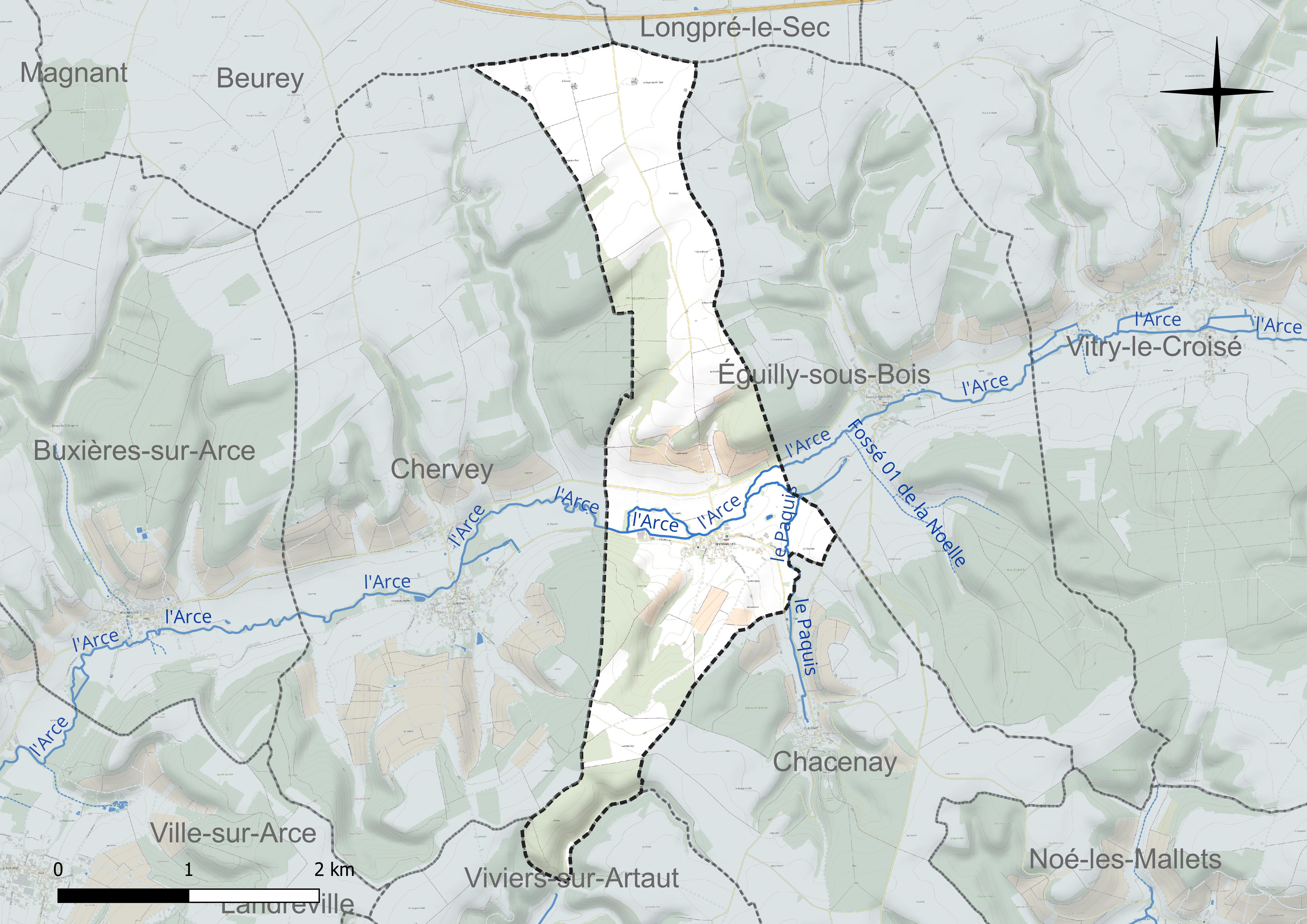
Réseau hydrographique de Bertignolles.

### Climat
Pour des articles plus généraux, voir Climat du Grand Est et Climat de l'Aube.
En 2010, le climat de la commune est de type climat des marges montargnardes, selon une étude du Centre national de la recherche scientifique s'appuyant sur une série de données couvrant la période 1971-2000. En 2020, Météo-France publie une typologie des climats de la France métropolitaine dans laquelle la commune est exposée à un climat océanique altéré et est dans la région climatique Lorraine, plateau de Langres, Morvan, caractérisée par un hiver rude (1,5 °C), des vents modérés et des brouillards fréquents en automne et hiver.
Pour la période 1971-2000, la température annuelle moyenne est de 10 °C, avec une amplitude thermique annuelle de 15,8 °C. Le cumul annuel moyen de précipitations est de 835 mm, avec 13,1 jours de précipitations en janvier et 8,5 jours en juillet. Pour la période 1991-2020, la température moyenne annuelle observée sur la station météorologique de Météo-France la plus proche, « Celles-sur-ource », sur la commune de Celles-sur-Ource à 11 km à vol d'oiseau, est de 11,4 °C et le cumul annuel moyen de précipitations est de 747,2 mm. 
La température maximale relevée sur cette station est de 40,6 °C, atteinte le 25 juillet 2019 ; la température minimale est de −15 °C, atteinte le 1er mars 2005,,.
Les paramètres climatiques de la commune ont été estimés pour le milieu du siècle (2041-2070) selon différents scénarios d'émission de gaz à effet de serre à partir des nouvelles projections climatiques de référence DRIAS-2020. Ils sont consultables sur un site dédié publié par Météo-France en novembre 2022.

## Urbanisme

### Typologie
Au 1er janvier 2024, Bertignolles est catégorisée commune rurale à habitat très dispersé, selon la nouvelle grille communale de densité à 7 niveaux définie par l'Insee en 2022.
Elle est située hors unité urbaine et hors attraction des villes,.

### Occupation des sols
L'occupation des sols de la commune, telle qu'elle ressort de la base de données européenne d’occupation biophysique des sols Corine Land Cover (CLC), est marquée par l'importance des territoires agricoles (71,7 % en 2018), une proportion identique à celle de 1990 (71,7 %). La répartition détaillée en 2018 est la suivante : 
terres arables (51,3 %), forêts (28,3 %), zones agricoles hétérogènes (12 %), prairies (4,4 %), cultures permanentes (4 %). L'évolution de l’occupation des sols de la commune et de ses infrastructures peut être observée sur les différentes représentations cartographiques du territoire : la carte de Cassini (XVIIIe siècle), la carte d'état-major (1820-1866) et les cartes ou photos aériennes de l'IGN pour la période actuelle (1950 à aujourd'hui).

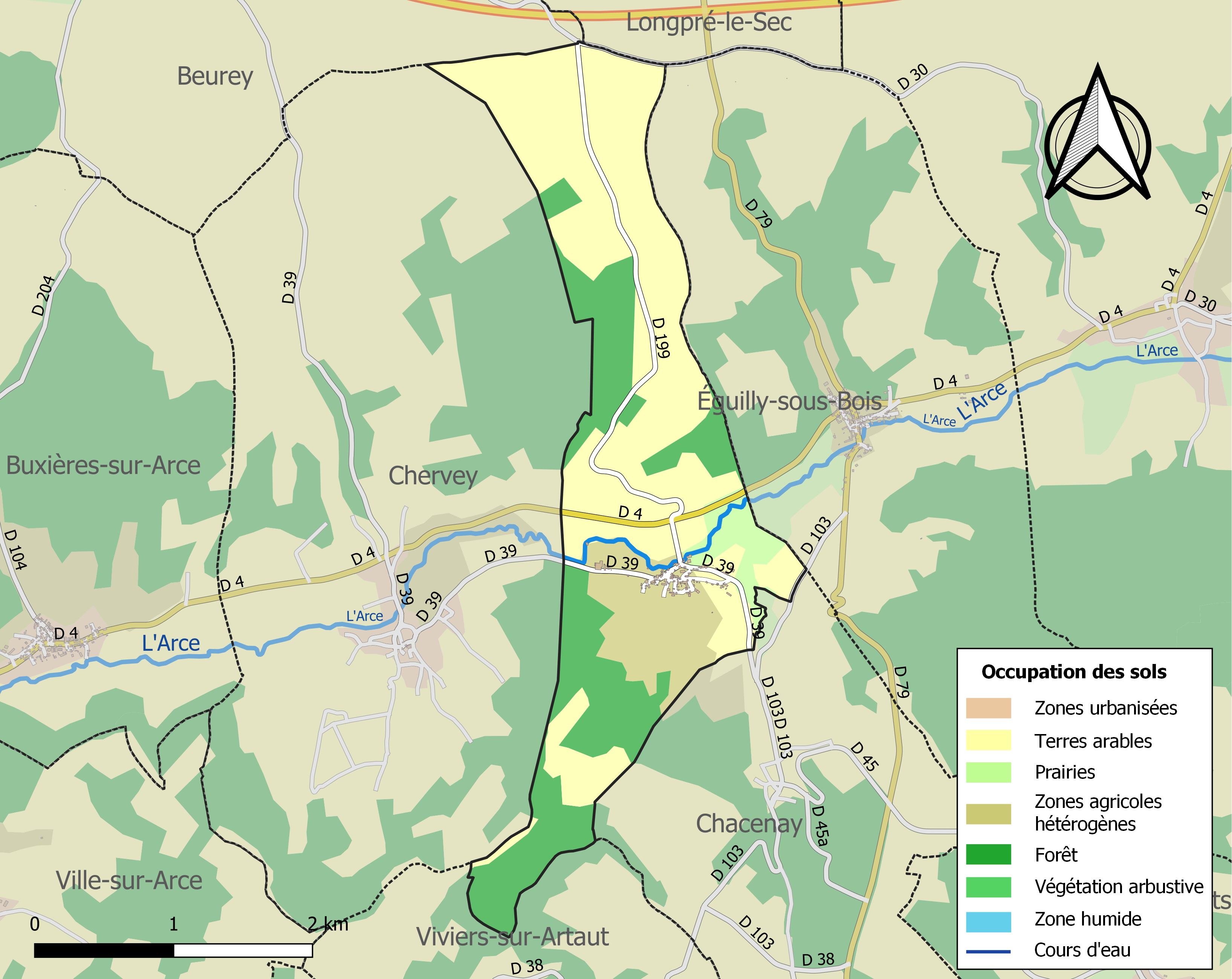
Carte des infrastructures et de l'occupation des sols de la commune en 2018 (CLC).

## Histoire
En 1789, la commune dépendait de l'intendance et de la généralité de Châlons-sur-Marne, de l'élection de Bar et du bailliage de Troyes.
L'histoire du village semble intimement lié à celui du prieuré éponyme. Adeline, veuve de Bouchard de Bar et ses enfants Gombert, Florette et Bouchard donnèrent toutes leurs possessions en l'église et l'aître de Bertignolles à l'abbaye de Molesme. L'abbaye établissait un prieuré en ce lieu entre 1076 et 1090, Gui de Bar et son épouse faisaient aussi une donation pour ce prieuré. En premier sous le vocable de st-Etienne il devenait sous celui de St-Robert au cours du XIIIe siècle. Le prieur de Molesme par une visite de 1706 constatait que le prieuré de Bertignolles était dans le plus grand état d'abandon, le prieur demeurant à Paris avait loué les bâtiments à un habitant de Fontenette.
Il y aurait eu un château sur la motte.

## Politique et administration
| Période                                  | Période  | Identité                 | Étiquette | Qualité      |
| ---------------------------------------- | -------- | ------------------------ | --------- | ------------ |
| avant 1988                               | ?        | Denis Boithier           |           |              |
| mars 2001                                | 2014     | Jhycelaine De Keukeleire |           |              |
| 2014                                     | En cours | Mme Dominique Boithier   | DVD       | Agricultrice |
| Les données manquantes sont à compléter. |          |                          |           |              |

## Démographie
L'évolution du nombre d'habitants est connue à travers les recensements de la population effectués dans la commune depuis 1793. Pour les communes de moins de 10 000 habitants, une enquête de recensement portant sur toute la population est réalisée tous les cinq ans, les populations de référence des années intermédiaires étant quant à elles estimées par interpolation ou extrapolation. Pour la commune, le premier recensement exhaustif entrant dans le cadre du nouveau dispositif a été réalisé en 2006.

En 2022, la commune comptait 52 habitants, en évolution de −1,89 % par rapport à 2016 (Aube : +0,7 %, France hors Mayotte : +2,11 %).
| 1793 | 1800 | 1806 | 1821 | 1831 | 1836 | 1841 | 1846 | 1851 |
| ---- | ---- | ---- | ---- | ---- | ---- | ---- | ---- | ---- |
| 288  | 281  | 284  | 289  | 302  | 326  | 324  | 305  | 295  |

| 1856 | 1861 | 1866 | 1872 | 1876 | 1881 | 1886 | 1891 | 1896 |
| ---- | ---- | ---- | ---- | ---- | ---- | ---- | ---- | ---- |
| 281  | 294  | 270  | 257  | 240  | 231  | 217  | 205  | 176  |

| 1901 | 1906 | 1911 | 1921 | 1926 | 1931 | 1936 | 1946 | 1954 |
| ---- | ---- | ---- | ---- | ---- | ---- | ---- | ---- | ---- |
| 159  | 155  | 137  | 94   | 93   | 102  | 99   | 103  | 91   |

| 1962 | 1968 | 1975 | 1982 | 1990 | 1999 | 2006 | 2011 | 2016 |
| ---- | ---- | ---- | ---- | ---- | ---- | ---- | ---- | ---- |
| 94   | 97   | 84   | 83   | 60   | 64   | 70   | 67   | 53   |

| 2021 | 2022 | - | - | - | - | - | - | - |
| ---- | ---- | - | - | - | - | - | - | - |
| 51   | 52   | - | - | - | - | - | - | - |

## Lieux et monuments
L'église sous le vocable d'Etienne a longtemps été une annexe de celle de Chancenay, relevant du diocèse de Langres et du doyenné de Bar. Elle date du XIIe siècle avec des fonts baptismaux du XIIIe siècle.